# Trišiūkštė
Trišiūkštė je řeka v Litvě, v Žemaitsku, pravý přítok řeky Šešuvis. Protéká okresy Tauragė a Jurbarkas v Tauragėském kraji; před ústím se vrací do okresu Tauragė. Pramení 3 km na sever od obce Adakavas, 4 km na východ od Skaudvilė. Teče převážně směrem jižním. Přes řeku vede most silnice č. 198 Skaudvilė - Jurbarkas a most železniční trati Radviliškis - Tilžė. Po soutoku s řekou Upynikė se stáčí na západ. Do Šešuvisu se vlévá u vsi Ožnugaris jako jeho pravý přítok 52,4 km od jeho ústí do řeky Jūra. Průměrný spád je 305 cm/km. V obci Adakavas protéká rybníkem.

## Přítoky
| Hydrologické pořadí | Řeka     | Délka (km) | Povodí (km²) | Vzdálenost od ústí (km) | Ústí kde | Koordináty ústí (GPS) |
| ------------------- | -------- | ---------- | ------------ | ----------------------- | -------- | --------------------- |
| levé přítoky        |          |            |              |                         |          |                       |
| 16010789            | Upynikė  | 21,8       | 36,0         | 3,9                     |          |                       |
| pravé přítoky       |          |            |              |                         |          |                       |
| 16010785            | Vaivilas | 5,5        | 5,7          | 13,1                    |          |                       |
| 16010786            | Ragupys  | 2,5        | 1,8          | 12,1                    |          |                       |
| 16010787            | Klūpys   | 6,0        | 7,3          | 11,5                    |          |                       |
| 16010793            | Šėmė     | 5,3        | 7,8          | 2,7                     |          |                       |